# Experimento TOTEM

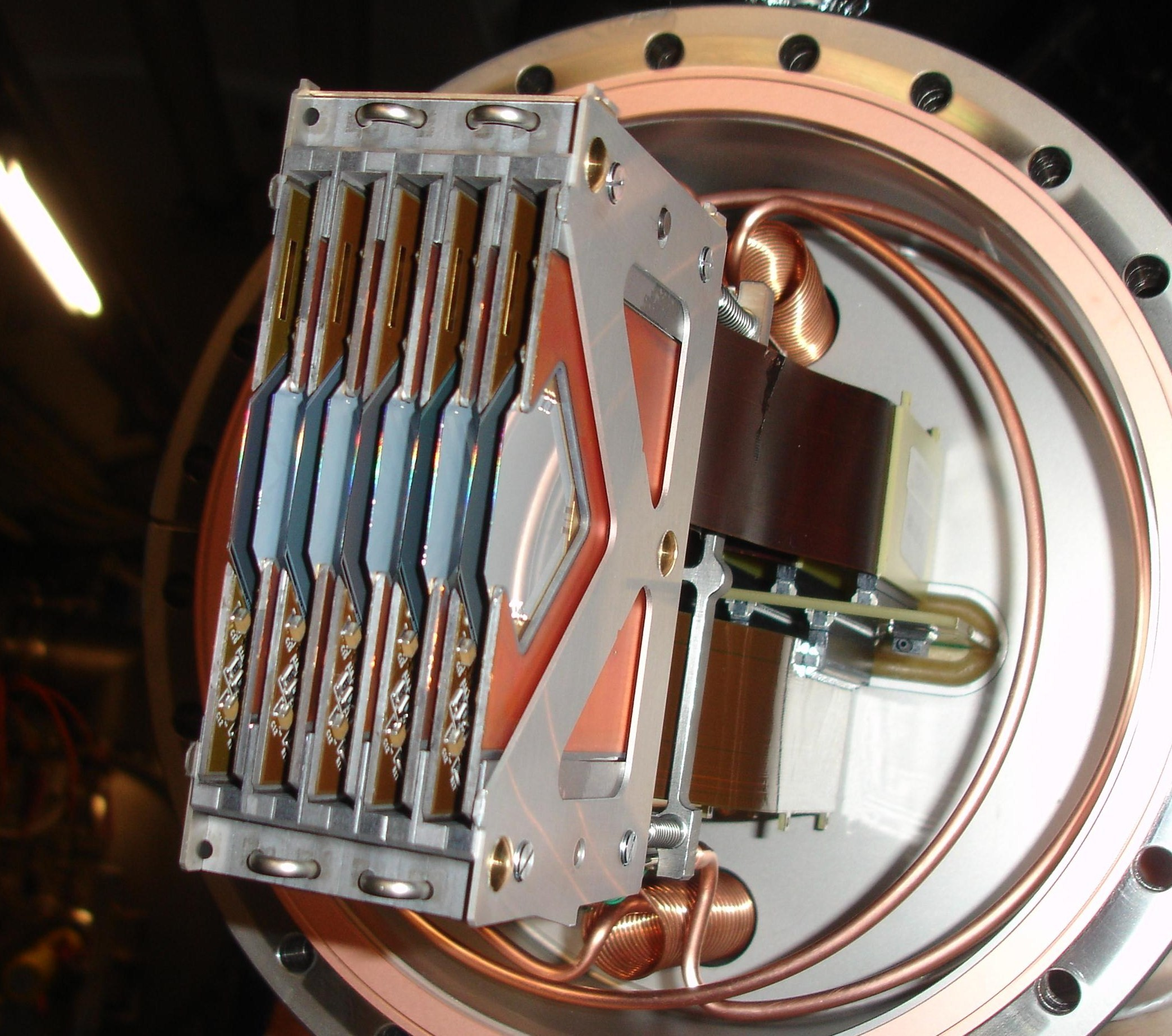
Experimento TOTEM. Ollas romanas. (CERN)

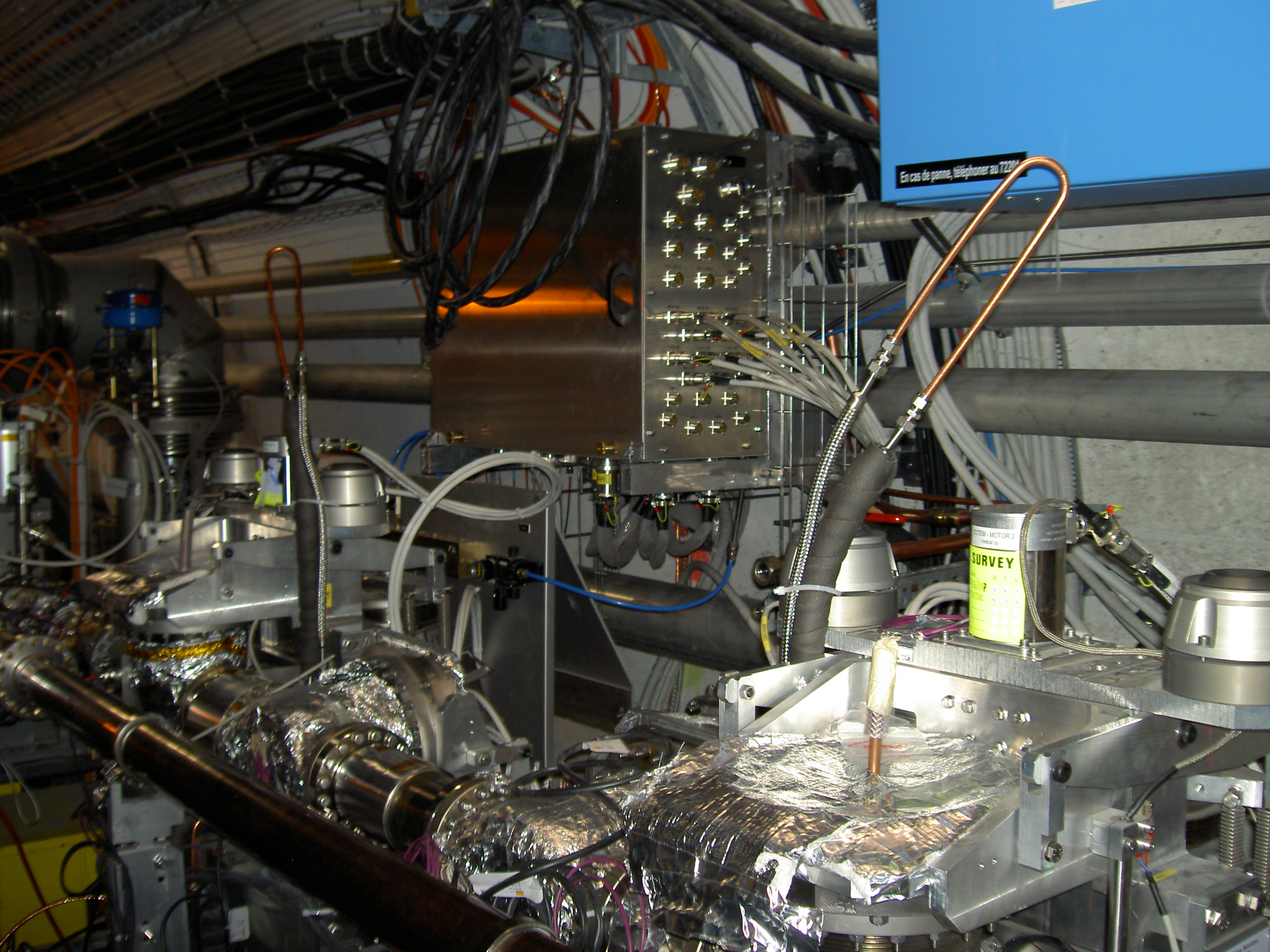
Parte del experimento TOTEM

TOTEM (Total Elastic and Diffractive Cross Section Measurement; en español, Medición de la Sección Transversal Elástica y Difractiva Total) es un detector del Gran Colisionador de Hadrones (LHC), el mayor acelerador de partículas del Centro Europeo para la Investigación Nuclear (CERN), cerca de Ginebra. TOTEM determina el tamaño del protón con gran precisión. El experimento TOTEM examina partículas que se dispersan y producen en la dirección de avance. Para ello, se utilizan componentes que se ubican en cámaras de vacío especialmente fabricadas, las llamadas ollas romanas, cerca del haz de partículas.
TOTEM está ubicado cerca del detector CMS del LHC en el punto de acceso 5 del LHC, al sur del pueblo de Cessy. La instalación de prueba tiene 440 m de largo, 5 m de ancho, 5 m de alto y pesa 20 toneladas. El sistema es, por tanto, uno de los detectores más pequeños, los costes de material rondaron los 6,5 millones de francos suizos (aproximadamente 4,4 millones de euros).
Alrededor de 60 científicos de 10 institutos en 7 países (Estonia, Finlandia, Italia, Suiza, República Checa, Hungría y Estados Unidos) participan en el experimento TOTEM (a diciembre de 2008).

## Utilidad
TOTEM está dedicado a la medición precisa de la sección transversal de la interacción protón-protón, así como al estudio en profundidad de la estructura del protón.